# Фуллертон (Північна Дакота)
Фуллертон (англ. Fullerton) — місто (англ. city) в США, в окрузі Дікі штату Північна Дакота. Населення — 62 особи (2020).

## Географія
Фуллертон розташований за координатами 46°9′48″ пн. ш. 98°25′38″ зх. д. / 46.16333° пн. ш. 98.42722° зх. д. (46.163269, -98.427305).  За даними Бюро перепису населення США в 2010 році місто мало площу 1,01 км², уся площа — суходіл.

## Демографія
Згідно з переписом 2010 року, у місті мешкали 54 особи в 31 домогосподарстві у складі 14 родин. Густота населення становила 53 особи/км².  Було 39 помешкань (39/км²).
Расовий склад населення:
| - 98,1 % — білих - 1,9 % — осіб інших рас |

До двох чи більше рас належало 0,0 %. Частка іспаномовних становила 1,9 % від усіх жителів.
За віковим діапазоном населення розподілялося таким чином: 14,8 % — особи молодші 18 років, 59,3 % — особи у віці 18—64 років, 25,9 % — особи у віці 65 років та старші. Медіана віку мешканця становила 49,0 року. На 100 осіб жіночої статі у місті припадало 134,8 чоловіків;  на 100 жінок у віці від 18 років та старших — 155,6 чоловіків також старших 18 років.
Середній дохід на одне домашнє господарство  становив 52 872 долари США (медіана — 55 833), а середній дохід на одну сім'ю — 56 627 доларів (медіана — 41 250). 
Цивільне працевлаштоване населення становило 34 особи. Основні галузі зайнятості: мистецтво, розваги та відпочинок — 26,5 %, виробництво — 17,6 %, сільське господарство, лісництво, риболовля — 14,7 %, будівництво — 11,8 %.